# ГЕС Куробегава II/Шін-Куробегава II
ГЕС Куробегава II/Шін-Куробегава II (黒部川第二発電所/新黒部川第二発電所) – гідроелектростанція в Японії на острові Хонсю. Знаходячись між ГЕС Куробегава III/Шін-Куробегава III (вище по течії) та ГЕС Отозава і ГЕС Шін-Янагіхара (41,2 МВт), входить до складу каскаду на річці Куробе, яка у місті Куробе впадає до затоки Тояма (Японське море). 

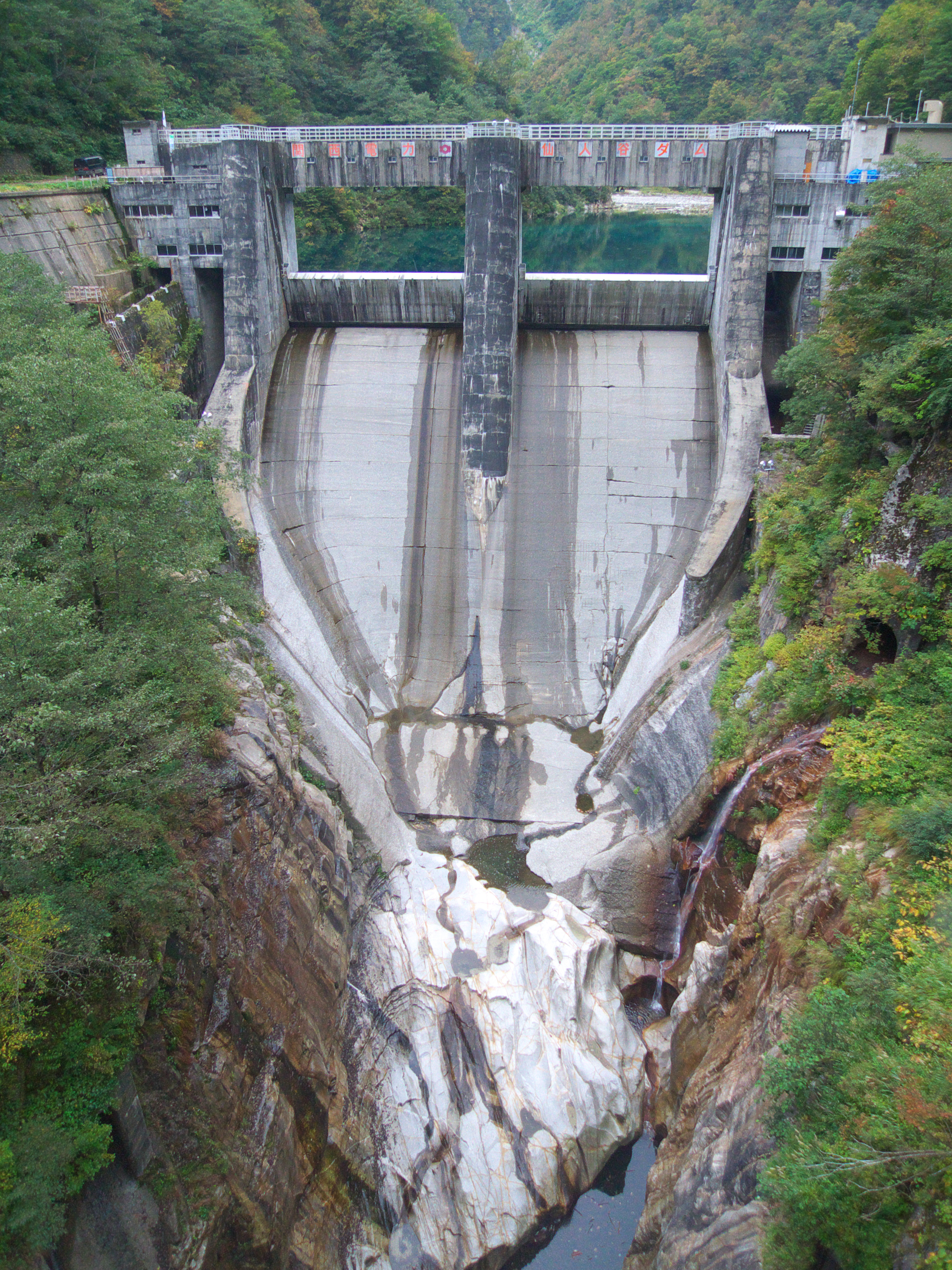
Гребля Сеннідані, від якої живляться станції

В межах проекту річку перекрили бетонною гравітаційною греблею висотою 52 метра та довжиною 120 метрів, яка потребувала 86 тис м3 матеріалу. Вона утримує невелике водосховище з площею поверхні лише 0,1 км2 і об’ємом 2,1 млн м3, з яких до корисного об’єму відносяться 0,5 млн м3. Від греблі живляться два машинні зали, споруджені за однаковою схемою з різницею у три десятиліття.
Зал Куробегава ІІ, введений в експлуатацію у 1936 році, живиться через прокладений у лівобережному гірському масиві дериваційний тунель тунель довжиною 4,4 км з діаметром 4,8 метра, який переходить у три напірні водоводи довжиною по 0,45 км зі спадаючим діаметром від 4,5 до 1,5 метра. На нього також працює вирівнювальний резервуар висотою 47 метрів з діаметром 9 метрів. Поряд розташований запущений в 1966-му зал Шін-Куробегава ІІ, який отримує воду через тунель довжиною 5 км з діаметром 3,9 метра, котрий переходить у напірний водовід довжиною 0,23 км зі спадаючим діаметром від 3 до 2,1 метра. В цій системі наявний вирівнювальний резервуар висотою 35 метрів.
У першому залі працюють три турбіни типу Френсіс загальною потужністю 86,4 МВт (номінальна потужність станції рахується як 72 МВт), які використовують напір у 177 метрів. Другий зал обладнали двома турбінами типу Френсіс загальною потужністю 83 МВт (номінальна потужність станції рахується як 74,2 МВт), котрі використовують напір у 190 метрів.
Відпрацьована вода із першого залу одразу потрапляє назад до річки, тоді як у випадку з Шін-Куробегава II вона відводиться по тунелю довжиною 0,4 км з перетином 5,6х4,1 метра.